# جفعات مردخاي
جفعات مردخاي (بالعبرية: גבעת מרדכי‏) (ومعناها: تل مردخاي) هو حي يهودي يقع في جنوب غرب وسط القدس، في منتصف الطريق بين أحياء نايوت ومالخا.سمي الحي باسم فاعل خير أمريكي، ماكسويل (مردخاي) أبيل من شيكاغو. 

## تاريخ
تأسس جفعات مردخاي في عام 1955 على يد أعضاء هابوعيل هاميزراحي، سلف الحزب الديني الوطني، المعروف بالعبرية باسم مفدال. وسميت معظم الشوارع على اسم قادة هابوعيل هاميزراحي. شارع شحال على سبيل المثال، هو اختصار عبري للزعيم الصهيوني الديني الحاخام شموئيل حاييم لانداو. والسكان إلى حد كبير عبارة عن أرثوذكسيين حديثين، مع بعض اليهود العلمانيين. وهناك العديد من المعابد والمؤسسات التعليمية في جفعات مردخاي، فمثلا يقع الحرم الجامعي الرئيسي لكلية التكنولوجيا في القدس هناك، وكذلك يشيفا الخليل. 

## معالم

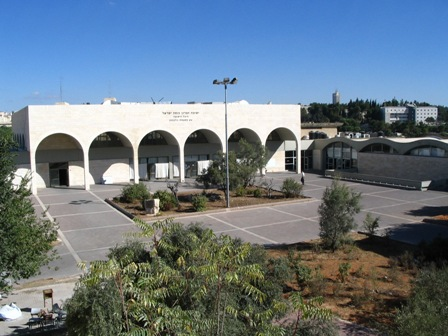
يشيفا الخليل، جفعات مردخاي

يقع المقر الرئيسي لفرقة إطفاء القدس في جفعات مردخاي. 
يقع تمثال "سلم يعقوب" (1979-1980) لعزرا أوريون في الهواء الطلق عند مدخل جفعات مردخاي في حديقة إلسي برناديت. وهو مقتبس من سلم يعقوب، في إشارة إلى القصة في سفر التكوين (28: 11-19). الدرجات موجهة للأسفل وذلك لمنع غير الحكماء من تسلقها.

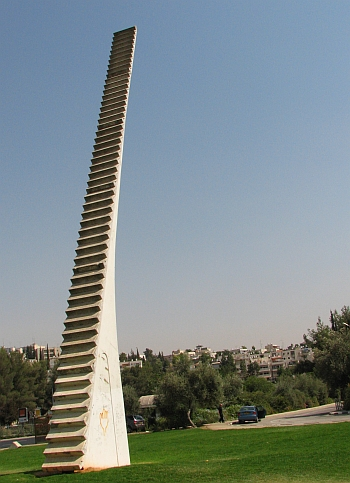
تمثال سلم يعقوب، جفعات مردخاي، القدس

وتتاخم جفعات مردخاي وادي بريهار (وادي الغزال)، وهو عبارة عن مساحة كبيرة من الحقول المفتوحة التي تعد موطنًا لقطيع من الغزلان الجبلية وغيرها من الحيوانات البرية.  وأثارت خطط بناء أبراج سكنية هنا استنكارا من أنصار حماية البيئة والسكان المحليين، الذين تمكنوا من عرقلة المشروع. وبدلا من ذلك، من المقرر أن تصبح المنطقة حديقة ومحمية طبيعية. 

## مشاهير
- الحاخام يهودا أميطال، رئيس المدرسة الدينية هار عتصيون
- زيفولون أورليف، عضو الكنيست الإسرائيلي والوزير السابق

## روابط خارجية
- منظر لجفعات مردخاي في الشتاء
- محطة إطفاء جفعات مردخاي